# Diaporama (nouvelle)
Pour l’article homonyme, voir Diaporama.
Diaporama (titre original : Slide Show) est le titre d'une nouvelle de George R. R. Martin, parue pour la première fois en 1973 dans l'anthologie Omega éditée par Roger Elwood (en). Elle est incluse dans le recueil original Chanson pour Lya (A Song for Lya and Other Stories), regroupant dix histoires de Martin, publié en février 1976 puis traduit en français et publié en octobre 1982 dans le recueil paru aux éditions J'ai lu.

## Résumé
Deux orateurs, le médecin et l’astronaute Becker cherchent un financement pour leur cause respective remettant en doute les valeurs à privilégier. Tout en présentant un espace empreint d’imagination.